# 솥

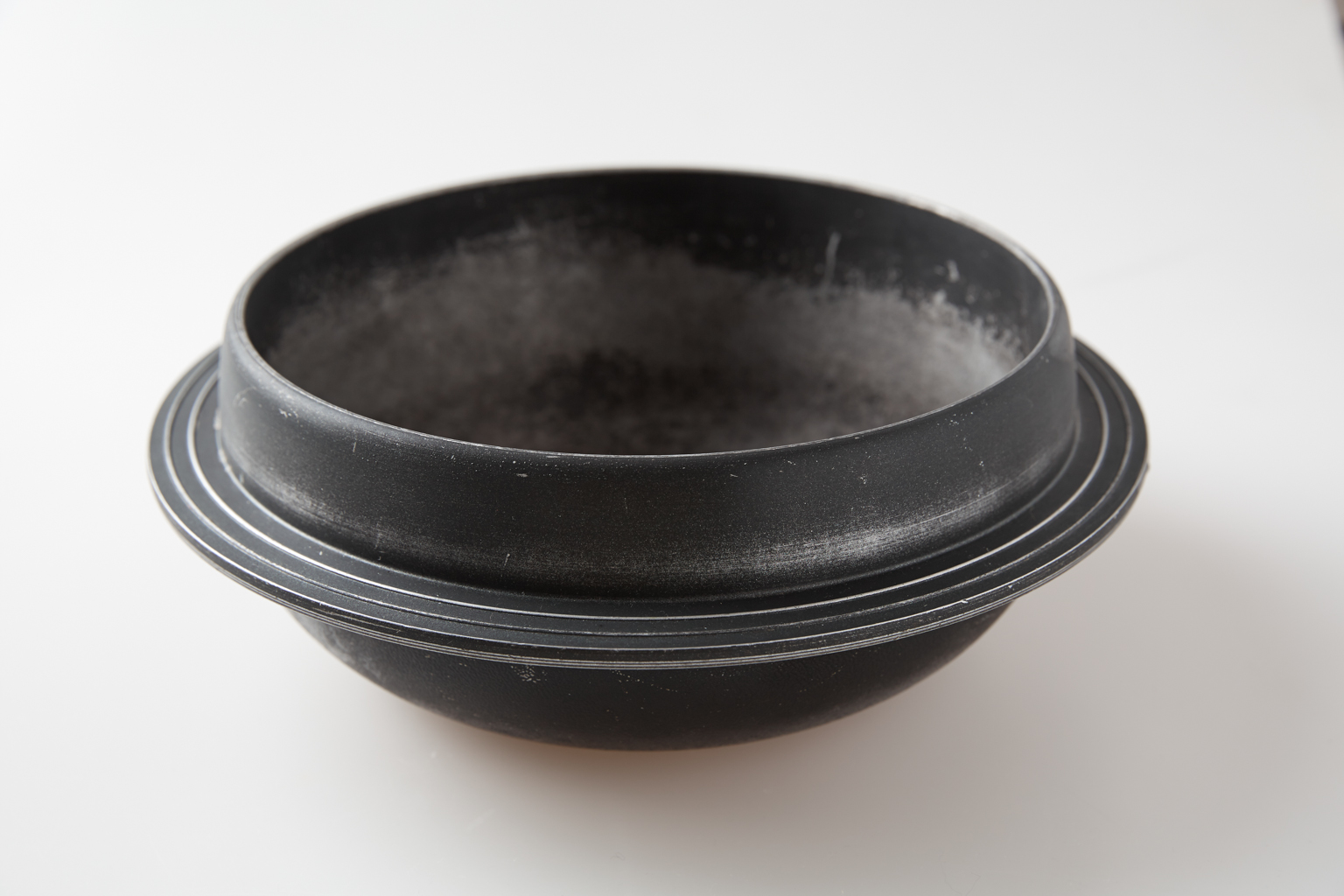
밥을 요리할 때 쓰이는 한국의 전통솥.

솥은 음식을 끓이는 데 쓰이는 무쇠나 양은으로 된 그릇의 한 종류이다. 삼국 시대 이전부터 사용되었을 것으로 추측된다. 재래식 솥은 네 귀가 달렸고 아가리가 오긋하며, 꼭지가 있는 뚜껑이 있다. 솥의 용도에 따라 물솥, 밥솥, 국솥, 쇠죽솥으로 나뉜다.

## 개요
솥은 물·국 등을 끓이고 밥을 짓는 데 쓰는 그릇으로 가장 중요한 부엌살림의 하나이다. 재래식 솥은 무쇠로 네 귀가 달리게 만들었으며 소댕도 무쇠로 꼭지가 달린 것을 썼다. 이 중 다리가 없는 것은 부(釜)라하고 다리가 있는 것은 정(鼎)이라 하였다.
≪임원경제지≫ 섬용지(贍用志) 취류팽약제기편(炊餾烹瀹諸器篇)에는 “옛날에는 다리가 있으면 기(錡)라 하고 없으면 부(釜)라 하였다. 대구(大口)의 것은 부, 소구의 것은 복(鍑)이라 한다.”고 기록되어 있다.
우리나라에서 솥이 사용된 시기는 삼국시대 이전부터로 추측된다. 낙랑9호고분에서 토기로 만든 솥이 출토된 것으로 미루어 짐작할 수 있다. 고구려시대의 고분벽화에는 입식 주방에 솥이 걸리고 그 위에 시루가 얹혀 있는 그림이 그려져 있다. 삼국시대 후기의 고분인 경주98호고분이나 가야고분 등에서는 무쇠로 만든 다리가 있는 솥이 나왔다.
≪삼국유사≫에도 “다리가 부러진 노구솥 한개가 있을 뿐이다.”라는 기록이 있다. 이러한 출토품과 기록 등으로 미루어 우리나라에서는 철복(鐵鍑; 쇠로 만든 아가리가 큰 솥)과 토기제품 솥을 써오다가 정을 썼다.
무쇠로 만든 솥의 보급은 삼국시대 후기에 이르러 시작되었다고 추정할 수 있다.
무쇠솥의 형태는 크게 둘로 나눌 수 있다. 하나는 다리가 세 개이고 솥바닥이 비교적 편편하며 주변이 직선형이다. 그리고 주둥이가 약간 넓게 퍼진 모양에 뚜껑이 솥전보다 약간 커서 잘 밀착되게끔 만들어진 것이다. 영·호남지방에 많다. 다른 하나는 다리가 없고 솥바닥이 둥근 편이며 주둥이가 좁고 솥전이 오므라든 것이다. 뚜껑이 역시 솥전 위에 빈틈 없이 얹힌다.
이밖에 놋새옹·곱돌솥·왜솥·두멍솥 따위가 있다. 놋새옹은 솥바닥이 평면이고 배가 부르지 않아 주변전이 직선으로 올라 있고 뚜껑이 약간 크다. 뚜껑에는 선 문양이 있으며, 크기는 보통 주발로 한두 그릇 정도의 용량이다. 따라서 여기에 밥을 지어 새옹채로 상에 올리는 경우가 많다.
곱돌솥은 오석이나 청백석을 깎아 만든 솥이다. 용량이 적어 1, 2인용 밥을 짓거나 찌개를 끓이는 데 쓴다. 열이 더디게 전도되는 반면에 쉽게 식지 않으면서 음식이 무르게 잘 익는다. 밥이나 찌개를 특별히 정성들여 만들 때에 흔히 쓴다.
왜솥은 돌려가며 전이 달리고 밑이 뾰족하며 둘레는 거의 수직을 이룬다. 오늘날의 알루미늄솥은 모두 이와 같은 형태이다. 두멍솥은 물건을 삶아 건져내거나 국물을 자주 퍼내기 좋도록 아가리가 벌어진 솥이다. 뚜껑도 두꺼운 나무로 짜서 손잡이를 붙인다. 대체로 반쪽씩 열게 된 것이 많다.
솥은 용도에 따라 물솥·밥솥·국솥·쇠죽솥으로도 부르며, 크기에 따라 큰솥·중솥·작은솥으로 구분하기도 한다. 무쇠솥을 새로 구입할 때는 맑은 소리가 나는 것이 상등품이다. 또한 새로 사다 설치한 무쇠솥은 먼저 깨끗하게 솔질하여 닦아 말린 다음에 뭉근하게 불을 지피고 돼지고기 기름을 녹여 솥 안에 고르게 입힌다.
기름에 녹아 흐르는 무쇳물을 제거하고 깨끗하게 한 다음에 사용하기 시작한다. 솥뚜껑은 솥바닥에 붙은 솥검댕을 묻히면서 기름행주로 닦는다. 솥은 한 가정의 주방을 대표하는 용구이므로 집을 새로 짓거나 이사를 할 때에는 우선 부뚜막에 솥부터 건다.
이와 같이 부뚜막에 솥을 거는 행위는 살림을 차리는 일을 상징하는 것이다. 이러한 관행에서 한 가족이나 한 집에서 오랫동안 함께 산 사람을 가리켜 ‘한솥밥을 먹은 사이’라고 말한다.

## 참고 문헌
- 『삼국유사(三國遺事)』
- 『임원경제지(林園經濟志)』
- 『한국민속대관』2(고려대학교민족문화연구소, 1980)

## 같이 보기
- 가마솥
- 밥솥
- 압력솥